# 木村涼子 (脚本家)
木村 涼子（きむら りょうこ）は、日本の脚本家。

## 主な脚本作品

### テレビドラマ
- IQ246〜華麗なる事件簿〜（2016年10月16日 - 12月18日、TBS）‐第5、8話・単独脚本執筆
- チア☆ダン（2017年7月13日 - 9月14日、TBS）‐第3、4、5話・脚本協力、第6、9、10話・単独脚本執筆
- 理想ノカレシ（2022年6月1日 - 7月20日、TBS）‐全8話脚本執筆
- 18/40〜ふたりなら夢も恋も〜（2023年7月11日 - 9月12日、TBS）‐第1、2、3、6、7、10話・脚本協力、第4、5話・単独脚本、第9話・共同脚本